# Метиламин
Метиламинът е органично съединение с химична формула CH3NH2. Представлява безцветен газ, дериват на амоняка, при който един водороден атом е заменен от метилова група. Това е най-простият амин. Продава се разтворен в метанол, етанол, тетрахидрофуран или вода или като безводен газ в метални контейнери под налягане. Има силен рибен мирис. Метиламинът е съставна част при синтеза на много комерсиално значими съединения.
При вдишване, метиламинът причинява силно дразнене на кожата, очите и горните дихателни пътища. Вдишването му отначало води до възбуда, а след това до потискане на централната нервна система.

## Промишлено производство
Метиламин се приготвя чрез взаимодействие на амоняк с метанол или в присъствието на алуминосиликатен катализатор. Като вторични продукти се получават диметиламин и триметиламин. Кинетиката на реакцията и съотношенията на реагентите определят съотношенията на трите продукта. Най-благоприятстван от кинетиката е триметиламинът.
CH3OH + NH3 → CH3NH2 + H2O
По този начин, през 2005 г. са произведени около 115 000 тона метиламин.

## Лабораторен метод
Метиламин е получен за пръв път през 1849 г. от Шарл Адолф Вюрц чрез хидролиза на метил изоцианат и сродни съединения. Пример за този процес включва употребата на пренареждане на Хофман, при което се получава метиламин от ацетамид и бром.
В лабораторни условия, метиламин хидрохлорид може да се получи чрез различни методи. Един от методите включва обработването на формалдехид с амониев хлорид.
NH4Cl + H2CO → [CH2=NH2]Cl + H2O
[CH2=NH2]Cl + H2CO + H2O → [CH3NH3]Cl + HCO2H
Безцветната хидрохлоридна сол може да се превърне в амин чрез добавяне на силна основа, като например натриев хидроксид (NaOH):
[CH3NH3]Cl + NaOH → CH3NH2 + NaCl + H2O
Друг метод включва редукция на нитрометан с цинк и солна киселина.

## Реактивност и приложения
Метиламинът е добър нуклеофил, тъй като е безпрепятствен амин. Като амин се счита за слаба основа. Употребата му в органичната химия е широко разпространена. Реагира с фосген до метилизоцианат, с въглероден дисулфид и натриев хидроксид до натриев метилдитиокарбамат, с хлороформ и основа до метилизоцианид и с етилен оксид до метилетанолалмини. Течният метиламин има свойство на разтворител, аналогично на течния амоняк.
Комерсиално значимите химикали, произвеждани от метиламин, включват лекарства като ефедрин и теофилин и пестициди като карбофуран, карбарил и метам натрий. Приготвянето на някои повърхностно активни вещества и фотографски проявители изисква метиламин.
В САЩ, метиламинът попада под регулацията на Администрацията за борба с наркотиците (DEA), тъй като може да се използва като прекурсор при производството на метамфетамин.

## В популярната култура
В сериала В обувките на Сатаната, протагонистът Уолтър Уайт произвежда метамфетамин чрез редуктивно аминиране на фенилацетон с метиламин. Той и сътрудникът му, Джеси Пинкман, крадат метиламин в първи и в пети сезон на сериала.